# Батела (Павија)
Батела је насеље у Италији у округу Павија, региону Ломбардија.
Према процени из 2011. у насељу је живело 66 становника. Насеље се налази на надморској висини од 62 м.